# Claire Febvay
Claire Febvay (* 16. Juli 1982 in Oullins) ist eine französische Wasserspringerin. Sie startet für den Verein Lyon PC in den Disziplinen Turm- und Synchronspringen.
Febvay nahm an drei Olympischen Spielen teil. Sie startete 2000 in Sydney, 2004 in Athen und 2008 in Peking im 10-m-Turmspringen, schied aber jeweils im Vorkampf aus.
Ihr erfolgreichster Wettkampf war bei den Europameisterschaften 2010 in Budapest. Im 10-m-Synchronspringen wurde sie zusammen mit Audrey Labeau Vierte und im Teamwettbewerb zusammen mit Matthieu Rosset Dritte.